# Rod Brent
Rod Brent (...) è un ex tennista australiano.
Fu attivo soprattutto durante gli anni 1960. Come miglior risultato vanta un terzo turno agli Australian Championships 1962, quando sconfisse i connazionali J. McManus e John Fraser, prima di cedere a un altro tennista di casa, Owen Davidson.
Si ritirò nel 1971 subito dopo l'avvio dell'era Open.
Al termine della carriera fu istruttore presso il Cliff Street Raquet di New Rochelle, circolo di cui sarebbe poi diventato direttore.